# Flåtjärnen (Långseruds socken, Värmland)
Flåtjärnen är en sjö i Säffle kommun i Värmland och ingår i Göta älvs huvudavrinningsområde. Sjöns area är 0,004 kvadratkilometer och den är belägen 250 meter över havet.